# Amine Abbès
Amine Abbès, né le 1er décembre 1986 à Sfax, est un footballeur tunisien. Il évolue au poste de défenseur central entre 2009 et 2020.
Il a débuté avec son frère Hachem Abbès au Club sportif sfaxien, dans la même équipe que leur père avant eux.

## Clubs
- juillet 2009-juillet 2013 : Club sportif sfaxien (Tunisie)
- juillet 2013-juillet 2014 : Al-Nahda Club (Arabie saoudite)
- juillet 2014-juillet 2015 : El Gawafel sportives de Gafsa (Tunisie)
- juillet 2015-juillet 2017 : Union sportive de Ben Guerdane (Tunisie)
- juillet 2017-juillet 2018 : Jeunesse sportive kairouanaise (Tunisie)
- juillet 2018-janvier 2019 : El Gawafel sportives de Gafsa (Tunisie)
- janvier 2019-février 2020 : Étoile sportive de Métlaoui (Tunisie)

## Palmarès
- Coupe de la confédération (2) : 
  - Vainqueur : 2007, 2008
  - Finaliste : 2010
- Coupe nord-africaine des vainqueurs de coupe (1) : 2009
- Coupe de Tunisie (1) :
  - Vainqueur : 2009
  - Finaliste : 2010
- Champion de Tunisie (1) : 2013